# ألان ألبوروف
ألان ألبوروف هو لاعب كرة قدم روسي في مركز الدفاع، ولد في 28 أكتوبر 1989. لعب مع سبارتاك فلاديقوقاز وسيسكا موسكو.